# Crónicas del mal
Crónicas del mal va ser una sèrie de televisió produïda per Mabuse de Ramón Gómez Redondo per a Televisió espanyola sobre tretze històries de terror. Aquesta sèrie va ser emesa en la cadena pública a partir de l'octubre de 1992 així com posteriorment el 1998 a Canal AluCine. S'hi van donar cita alguns dels millors directors i intèrprets del cinema espanyol. Consta de 13 episodis i va costar 607 milions de pessetes. El rodatge va acabar el novembre de 1992.

## Repartiment
Al llarg dels tretze episodis apareixen diferents actors, i a cada episodi tant el guionista com el director són diferents. La música és de Bernardo Bonezzi i la fotografia va anar a càrrec de Frederic Ribes, Antonio Pueche, José Luis López-Linares, Ángel Luis Fernández i Tote Trenas.

## Polèmica i acusacions de corrupció
El juny de 1992 el subsecretari general del Partido Popular, Javier Arenas Bocanegra, va denunciar en una roda de premsa que la sèrie havia costat 585 milions de pessetes i que la productora Mabuse SA era vinculada a l'aleshores secretari de RTVE, Ricardo Visedo i d'estar vinculada al cas Filesa. Com a resposta, la productora Mabuse SA va demandar Javier Arenas per danys i perjudicis.

## Llista d'episodis
| # total | Títol                              | Data emissió         | Director                                  | Guió                                                                                        | Repartiment            |
| --- | ---------------------------------- | -------------------- | ----------------------------------------- | ------------------------------------------------------------------------------------------- | ---------------------- |
| 1 | «Su juguete favorito»              | Antonio Drove        | Luis Ariño, Pere Costa                    | Antonio Resines, Olvido Lorente, Laura Cepeda, El Gran Wyoming, Nenes: Eva i Marta Abellán. | 9 d'octubre de 1992    |
| Una nena té un alter ego, un altre jo, la qual l'observa des del mirall. Aquest alter ego és malèvol i incita a la nena perquè mati al seu germà nounat. |                                    |                      |                                           |                                                                                             |                        |
| 2 | «El ascensor»                      | José María Carreño   | Pedro Montero                             | Carme Elías, Pedro Miguel Martínez, Lola Lemos, Tina Sáinz.                                 | 16 d'octubre de 1992   |
| Una traductora es trasllada a un pis en lloguer per a canviar de vida, després de trencar amb el seu marit. Una vegada instal·lada coneix a les seves veïnes, estranyes dones de renda antiga que viuen sota el temor de ser expulsades per a poder pujar els lloguers. Li adverteixen de la presència de l'antiga inquilina de l'habitatge que ara habita, una anciana que es va suïcidar, després de ser desnonada per no pagar la renda, i el seu cadàver va aparèixer a l'ascensor. L'ascensor, que tenia un cartell de "no funciona" des de llavors, puja i baixa només a les nits. Tan sols la protagonista ho adverteix, i això, juntament amb el record de la ruptura amb el seu marit, li provoca un estat d'ansietat que necessita combatre amb tranquil·litzants. Una nit l'ascensor es cap endavant d'ella, i la seva porta s'obre sola, convidant-la a pujar, fins a la golfa. El marit se la troba en la finestra d'aquesta, atemorida, sense que pugui evitar un fatal desenllaç |                                    |                      |                                           |                                                                                             |                        |
| 3 | «El ojo que te vé»                 | Pere Costa i Musté   | Ángel López Santiago, Pere Costa i Musté  | Ariadna Gil, Felipe Vélez, Ángela Greu                                                      | 23 d'octubre de 1992   |
| Una dona viu la mateixa història que la protagonista d'una pel·lícula que ha vist en televisió |                                    |                      |                                           |                                                                                             |                        |
| 4 | «La puerta del éxito»              | Ramón Gómez Redondo  | Carlos Pérez Merinero                     | Sancho Gracia, Raúl Solís, Laila Ripoll.                                                    | 6 de novembre de 1992  |
| Una estranya aventura pels passadissos i escales ocults d'uns grans magatzems: un nen va amb la seva mare a comprar el vestit de la primera comunió. Mentre la seva mare es dedica a comparar diverses ofertes, el nen, avorrit, troba una misteriosa porta "EXIT" que condueix als subterranis del supermercat. |                                    |                      |                                           |                                                                                             |                        |
| 5 | «Compañeros en el crimen»          | Juan Miñón           | Carlos Pérez Merinero                     | Juanjo Puigcorbé, Patricia Adriani, Carlos Hipólito, Tony Isbert.                           | 13 de novembre de 1992 |
| Un director de cinema s'inspira en els crims d'un admirador per a dirigir les seves pel·lícules, que resulten ser un gran èxit. |                                    |                      |                                           |                                                                                             |                        |
| 6 | «La casa embrujada»                | Luciano Valverde     | Ángel López Santiago                      | Ángel de Andrés López, Ana Marzoa, Francisco Guijar.                                        | 20 de novembre de 1992 |
| Tres amics: un matrimoni i un home solter, conserven la seva amistat des de l'època d'universitaris, i no han perdut el sentit de l'humor. L'empresa en la qual ells treballen els encarrega fer l'inventari d'una casa antiga, i han de passar la nit en ella. Es tracta d'una casa coneguda a la ciutat per tenir una llegenda: un home hi va morir, i el seu fantasma apareix esporàdicament. Quan això ocorre, mor una persona |                                    |                      |                                           |                                                                                             |                        |
| 7 | «Matar el tiempo»                  | Manuel Matji Tuduri  | Pedro Montero, Carlos Pérez Merinero      | Jose Manuel Cervino, Aitor Merino, Laura Bayonas, Maite Blasco.                             | 27 de novembre de 1992 |
| Un noi que fantaseja sobre les pel·lícules de suspens i del cinema negre creu haver vist en el centre comercial on treballa a un famós criminal escapolit. |                                    |                      |                                           |                                                                                             |                        |
| 8 | «No habrá flores para los muertos» | Ricardo Franco       | Carlos Pérez Merinero                     | Manuel Alexandre, Jesus Bonilla, Ana Labordeta, Patricia Figón.                             | 4 de desembre de 1992  |
| Un treballador d'una carnisseria rep una estranya trucada a mitjanit: l'interlocutor és la seva suposada filla morta que vol retrobar-se amb ell de nou. |                                    |                      |                                           |                                                                                             |                        |
| 9 | «La salida del laberinto»          | Enrique Nicanor      | Alberto S. Insúa, Manolo Marinero         | Eva Cobo, Germán Cobos, Javier Bardem.                                                      | 11 de desembre de 1992 |
| Una dona pateix un accident de trànsit. En escapar de l'hospital on estava internada, no deixa de tenir visions d'una sínia i una sèrie de personatges extravagants que la persegueixen. |                                    |                      |                                           |                                                                                             |                        |
| 10 | «Una bola de nieve en el infierno» | Manuel Vidal Estévez | Pere Costa i Musté, Manolo Marinero       | Francisco Vidal, Marcela Warlerstein, Manuel de Blas, José Yepes.                           | 18 de desembre de 1992 |
| Un home té estranyes visions quan sali al jardí de la seva casa a mitjanit. |                                    |                      |                                           |                                                                                             |                        |
| 11 | «Un corazón solitario»             | Silvie Zadie         | Pere Costa i Musté, Manolo Marinero       | Rosa Novell, Simó Andreu, Félix Cubero                                                      | 8 de gener de 1993     |
| Una tímida bibliotecària utilitza la secció de contactes d'una revista per a intentar conèixer a un home. La fortuna sembla somriure-li quan un home la flama, encara que no serà de la forma en la qual ella pensava. |                                    |                      |                                           |                                                                                             |                        |
| 12 | «La visita»                        | Luis Ariño           | Sense determinar                          | Antonio Denchent, Nuria Gallardo                                                            | 15 de gener de 1993    |
| Una dona rep a la seva casa, a mitjanit, a uns individus que diuen ser els antics propietaris del lloc on viu. |                                    |                      |                                           |                                                                                             |                        |
| 13 | «Ritesti»                          | Iván Zulueta         | Pedro Montero, José Luis Velasco Antonino | Rodrigo Valverde, Cyra Toledo, José Conde, Gustavo Pérez de Ayala.                          | 22 de gener de 1993    |
| Un jove soldat arriba amb tren a una estació solitària on ha de fer transbord. Mentre espera, es queda dormit, i té un estrany somni: en l'estació troba una pastisseria que només obre de nit: "Ritesti". La pastissera és una bella jove que li conta la macabra història que apareix gravada en la tapa de les caixes de pastissos, una història que es repeteix en el seu somni, del qual no pot sortir. |                                    |                      |                                           |                                                                                             |                        |